# Carrollton (Kentucky)
Pour les articles homonymes, voir Carrollton.
La ville de Carrollton est le siège du comté de Carroll, dans l’État du Kentucky, aux États-Unis à la confluence de l'Ohio et du Kentucky. Elle comptait 3 938 habitants lors du recensement de 2010.

## Source
- (en) Cet article est partiellement ou en totalité issu de l’article de Wikipédia en anglais intitulé « Carrolton, Kentucky » (voir la liste des auteurs).